# كين كنولتون
كين كنولتون (بالإنجليزية: Ken Knowlton)‏ هو مهندس أمريكي، ولد في 1931 في سبرينغفيل في الولايات المتحدة.